# ど〜する?地球のあした
『ど〜する?地球のあした』（ど〜する ちきゅうのあした）は、2007年4月2日から2012年3月15日までNHK教育テレビ → NHK Eテレで放送されていた小学校4・5・6年生向けの学校放送（教科：総合的な学習の時間・環境教育）である。2006年12月28日に一度パイロット版を放送した後、2007年4月2日にレギュラー放送を開始した。

## 概要
ナビゲーターの林家たい平が和室の実写映像内で、鯛のCGキャラクター「こたい平」一家とさまざまな掛け合いをしながら番組を進行。環境問題と実生活との繋がりについて実例を挙げながら解説していた。
こたい平一家の声はすべてたい平自身によるもので、キャラクターデザインもたい平自らが手掛けた。ナレーターは、この番組の放送期間中に環境省から環境カウンセラーに認定された駒村多恵が務めていた。

## 放送時間
いずれも日本標準時、別の時間帯での再放送あり。
| 期間                         | 放送時間                                          |
| ---------------------------- | ------------------------------------------------- |
| 2007年4月2日                 | 月曜日 19:30 - 19:45 初回は再放送枠を使って放送。 |
| 2007年4月9日 - 2008年3月10日 | 月曜日 11:15 - 11:30                              |
| 2008年4月9日 - 2011年3月9日  | 水曜日 10:15 - 10:30                              |
| 2011年4月7日 - 2012年3月15日 | 木曜日 09:40 - 09:55                              |

## スタッフ
- キャラクターデザイン：林家たい平
- 音楽：Cocco 「ハレヒレホ」
- CGアニメーション：斉藤香